# 松平定郷
松平 定郷（まつだいら さださと）は、江戸時代中期の大名。伊予国今治藩の第5代藩主。定房系久松松平家5代。官位は従五位下・筑後守。

## 生涯
元禄15年（1702年）4月29日、第3代藩主・松平定陳の弟で5000石を領した旗本・松平定昌の6男として誕生。享保8年（1723年）に従兄で4代藩主・松平定基の婿養子となり、享保17年（1732年）2月2日の養父の隠居により跡を継いだ。この時、従五位下、筑後守に叙任する。
藩政においては、享保の大飢饉により大雨と旱魃が相次ぎ、虫害にも苦しめられ、本来なら3万石のところが5000石ほどしか収穫できず、死者が相次ぎ、御用銀の借り入れや神社の祈祷を行なうほどであったという。延享5年（1748年）2月から宝暦12年（1762年）まで大坂加番を務めている。宝暦13年（1763年）には先代からの蒼社川の改修工事が完成した。
宝暦13年（1763年）4月19日に死去した。享年62。長男・定温は前年に早世していたため、定温の長男・定休が跡を継いだ。

## 系譜
- 父：松平定昌
- 母：不詳
- 養父：松平定基（1687-1759）
- 正室：遊 - 松平定基娘
  - 長男：松平定温（1724-1762）
- 生母不明の子女
  - 男子：松平定延
  - 女子
- 養子
  - 男子：松平定休（1752-1820） - 松平定温の長男